# Алкалоїди

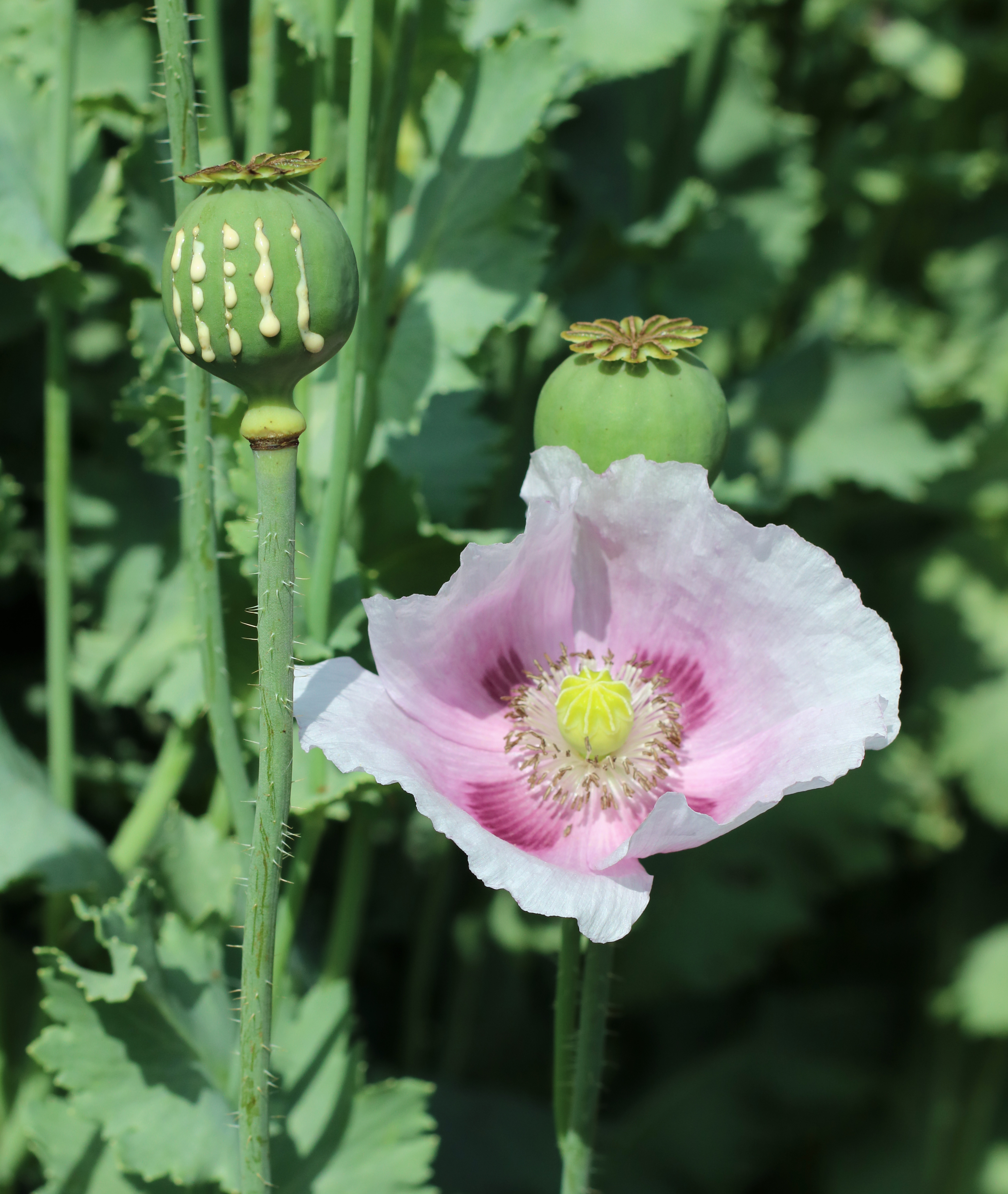
Перший ізольований алкалоїд, морфін, був виділений в 1804 р. з опійного маку (Papaver somniferum)

Алкало́їди (з пізньолат. alkali — луг; араб. al-qali — рослинна зола; дав.-гр. εἶδος — вид, вигляд) — складні органічні азотовмісні сполуки лужної реакції переважно рослинного походження, також є продуктом життєдіяльності грибів та деяких нижчих тварин (молюски, жаби). Назву — перекладається як «подібні до лугів» — отримали через лужну реакцію водних розчинів перших ізольованих представників.
Крім карбону (C), гідрогену (H) і нітрогену (N) молекули алкалоїдів можуть містити атоми сульфуру (S), рідше — хлору (Cl), брому (Br) або фосфору (P). Майже всі алкалоїди мають високу біологічну активність, що обумовлено їхньою захисною функцією в рослинах. Це нелеткі, гіркі на смак, фізіологічно і фармакологічно дуже активні речовини, часом отруйні або діють як наркотики. До них також належать схожі за будовою сполуки, що не мають лужних властивостей, наприклад, кофеїн (кава, чай), теобромін (какао), ефедрин. При реакції з кислотами утворюють солі. Більшість алкалоїдів у чистому вигляді — кристали, а деякі — рідини.
Відомо понад 5000 різноманітних алкалоїдів.

## Назва

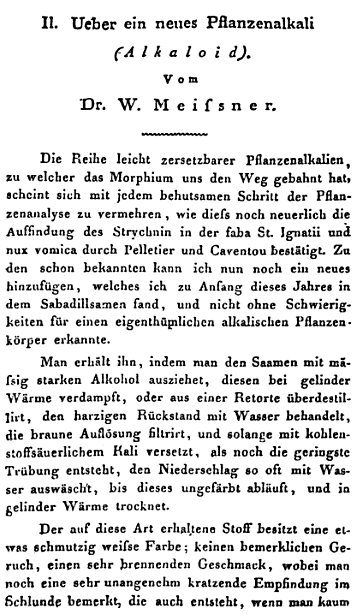
Стаття, в якій введено термін «алкалоїд»

Назва «алкалоїди» (нім. Alkaloide) введена в 1819 році німецьким фармацевтом Карлом Мейбнером, утворена від пізньолат. alkali — «луг» (яка в  свою чергу походить від араб. al qualja — «попіл рослин») та дав.-гр. εἶδος — «схожий», «вид». В широке використання термін увійшов тільки після публікації оглядової статті Оскара Якобсена в хімічному словнику Альберта Ладенбурга (1880).

### Назва окремих алкалоїдів
Єдиного методу призначення алкалоїдам тривіальних назв не існує. В багатьох випадках алкалоїдам привласнюють назви, утворюючи їх шляхом приєднання суфікса «-ін» до видових або родових назв алкалоїдоносів. Наприклад, атропін виділений із рослини Беладона звичайна (лат. Atropa belladonna L.), стрихнін отриманий із насіння дерева Чилібуха (лат. Strychnos nux-vomica L.). При виділенні декількох алкалоїдів із однієї рослини замість суфікса «-ін» часто використовують суфікси «-ідін», «-анін», «-алін», «-інін» і т. п. Така практика призвела до того, що існує, наприклад, не менше 86 алкалоїдів, які містять в назві корінь «він» (виділені з барвінка, лат. Vinca).

## Історія

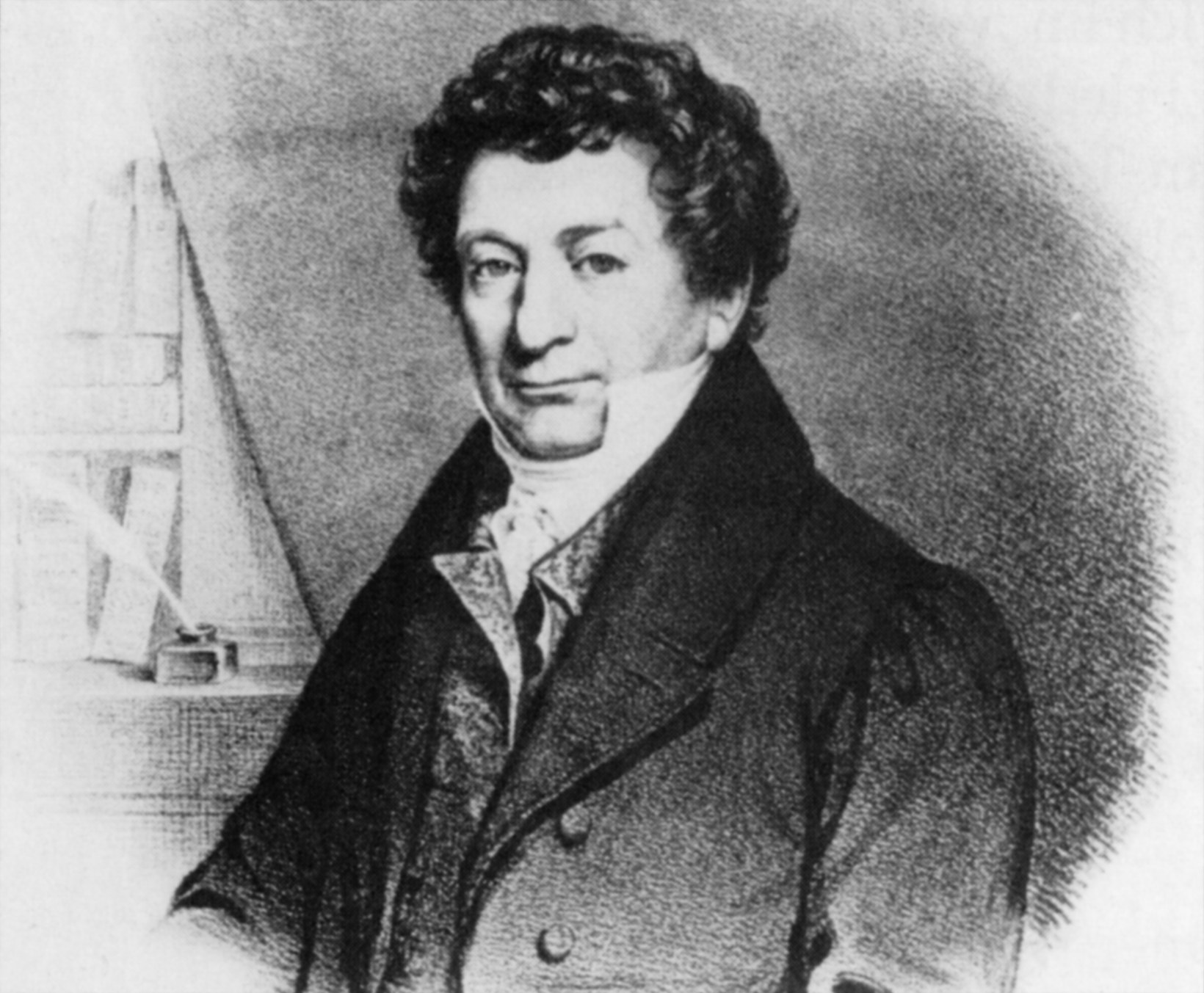
Фрідріх Сертюрнер, німецький фармацевт, який вперше виділив морфін з опіуму

Рослини, які містять алкалоїди, використовувалися людиною з давніх часів як в лікарських, так і в рекреаційних цілях. Так, в Месопотамії лікарські рослини були відомі уже за 2000 років до н. е. В «Одісеї» Гомера згадується подароване Єлені єгипетською царицею зілля, яке дарує «забуття лих». Вважається, що йшлося про засіб, який містив опіум. В I—III ст. до н. е. в Китаї була написана «Книга домашніх рослин», в якій згадувалося медичне використання ефедри і опійного маку. Також з давніх часів індійці Південної Америки використовували листки коки.
Екстракти рослин, які містять отруйні алкалоїди, такі як аконітин і тубокурарин, в минулому використовувалися для виготовлення отруйних стріл.
Вивчення алкалоїдів почалося в XIX ст. В 1804 році німецький фармацевт Фрідріх Сертюрнер виділив із опіуму «сонливий принцип» (лат. principium somniferum), який він назвав «морфієм» на честь Морфея, давньогрецького бога снів (сучасна назва «морфін» належить французькому фізику Гей-Люссаку).
Значний доробок у хімію алкалоїдів на зорі її розвитку зробили французькі дослідники П'єр Пеллетє і Жозеф Каванту, які відкрили, зокрема, хінін (1820) і стрихнін (1818). Також протягом декількох наступних десятиліть були виділені ксантин (1817), атропін (1819), кофеїн (1820), коніїн (1827), нікотин (1828), колхіцин (1833), спартеїн (1851), кокаїн (1860) та інші.
Повний синтез алкалоїду вперше здійснений в 1886 р. для коніїну німецьким хіміком Альбертом Ладенбургом шляхом взаємодії 2-метилпіридину з ацетальдегідом і відновлення отриманого 2-пропенилпіридину за допомогою натрію.
Поява в XX столітті спектроскопії і хроматографії стало поштовхом до прискореного розвитку хімії алкалоїдів. Станом на 2008 рік відомо близько 12000 алкалоїдів.

## Класифікація

, отрута жаб, яка містить індольне ядро і синтезується в живих організмах із амінокислоти триптофану

В порівнянні з більшістю інших класів природних сполук, клас алкалоїдів відрізняється великим структурним різноманіттям. Єдиної класифікації алкалоїдів не існує.
Історично перша класифікація алкалоїдів об'єднувала їх в групи за ознакою походження із спільного природного джерела, наприклад, із рослин одоного роду. Це було виправдано недостатніми знаннями про хімічну будову алкалоїдів. В наш час така класифікація є застарілою.
Більш сучасні класифікації використовують об'єднання алкалоїдів в класи за ознакою будови вуглецево-азотного скелета молекули (хінолінові, пуринові, імідазольні, піридинові, піперидинові, піролідиновіпо індольні, ізохінолінові, тощо) або за біогенетичним попередником   (орнітин, лізин, тирозин, триптофан, тощо). Однак, при використанні таких схем в деяких випадках доводиться йти на компроміси: так, нікотин містить як пиридинове ядро, яке походить від нікотинової кислоти, так і піролідинове ядро від орнітина, і тому його можна віднести до обох класів.
Алкалоїди часто поділяють на наступні великі групи:
1. Справжні — мають атом азоту в гетероциклі і біосинтетично походять з амінокислот, або з кислот нікотинової чи антранілової[23]. Приклад: атропін, нікотин, морфін. До цієї групи також відносять деякі алкалоїди, які містять, крім азотистих гетероциклів, терпенінові частини (як евонін[24]) або мають пептидну будову (як ерготамін[en][25]). До даної групи також часто відносять піперидинові алкалоїди коніїн і коніцеїн[26], але їх попередники не є амінокислотами[27].
2. Протоалкалоїди (біогенні аміни) — містять азот поза циклом, але утворюються з амінокислот[23]. Приклади мескалін, адреналін і ефедрин.
3. Поліамінні алкалоїди (похідні путресцину, спермідину(інші мови) і сперміну[en].
4. Пептидні (циклопептидні[28]) алкалоїди.
5. Псевдоалкалоїди (ізопреноїдні) — сполуки, подібні до алкалоїдів. Утворюються без участі амінокислоти[29], але за участю мевалонової кислоти і об'єднуються в групу незалежно від наявності гетероциклу.  До цієї групи відносяться, в першу чергу, терпеноїдні і стероїдні алкалоїди[30]. Пуринові алкалоїди, такі як кофеїн, теобромін і теофілін, іноді відносять до псевдоалкалоїдів у зв'язку з особливостями їх біосинтезу[31]. Деякі автори до даної групи відносять такі сполуки, як ефедрин і катинон, які, хоч і походять від амінокислоти фенілаланін, але атом азоту вони отримують не від неї, а в результаті реакції амінотрансферази[31][32].

Деякі сполуки, віднесені за аналогією до того або іншого класу, не мають відповідного елемента вуглецевого скелету. Так, галантамін і гомоапорфіни не містять ізохінолінового ядра, але зазвичай відносяться до ізохінолінових алкалоїдів.
Основні класи мономерних алкалоїдів перераховані в наступній таблиці:
| Клас                                                    | Основні групи                                            | Основні шляхи біосинтезу | Представники |
| ------------------------------------------------------- | -------------------------------------------------------- | --- | --- |
| Алкалоїди з азотними гетероциклами (справжні алкалоїди) |                                                          | | |
| Похідні піролідину                                      |                                                          | Орнітин, або аргінін → путресцин → N-метилпутресцин → N-метил-Δ1-піролін                                                                                                  | Гігрин, гігролін, кускгігрін, стахідрін                                                                                                  |
| Похідні тропану                                         | Група атропіну Замінники в позиціях 3, 6 або 7           | Орнітин, або аргінін → путресцин → N-метилпутресцин → N-метил-Δ1-піролін                                                                                                  | Атропін, скополамін, гіосціамін |
| Похідні тропану                                         | Група кокаїну Замінники в позиціях 2 і 3                 | Орнітин, або аргінін → путресцин → N-метилпутресцин → N-метил-Δ1-піролін                                                                                                  | Кокаїн, екгонін |
| Похідні піролізидину                                    | Неефірні                                                 | Орнітин, або аргінін → путресцин → гомоспермідин → ретронецин | Ретронецин, геліотридин, лабурнін |
| Похідні піролізидину                                    | Складні ефіри монокарбонових кислот                      | Орнітин, або аргінін → путресцин → гомоспермідин → ретронецин | Індицин, лінделофін, сарацин |
| Похідні піролізидину                                    | Макроциклічні диефіри                                    | Орнітин, або аргінін → путресцин → гомоспермідин → ретронецин | Платифілін, сенеціонін, тріходесмін |
| Похідні піперидину                                      |                                                          | Лізин → кадаверин → Δ1-піперідеїн | Седамін, лобелін, анаферін, піперин |
| Похідні піперидину                                      | Октанова кислота → коніцеїн → коніїн                     | Коніїн, коніцеїн | |
| Похідні хінолізидину                                    | Група люпиніну                                           | Лізин → кадаверин → Δ1-піперідеїн | Люпинін, нуфарідин |
| Похідні хінолізидину                                    | Група цитизину                                           | Лізин → кадаверин → Δ1-піперідеїн | Цитизин |
| Похідні хінолізидину                                    | Група спартеїну                                          | Лізин → кадаверин → Δ1-піперідеїн | Спартеїн, лупанін, анагірин, пахикарпін                                                                                                  |
| Похідні хінолізидину                                    | Група матріну                                            | Лізин → кадаверин → Δ1-піперідеїн | Матрін, оксіматрін, аломатрідин, софоранол                                                                                               |
| Похідні хінолізидину                                    | Група ормозаніну                                         | Лізин → кадаверин → Δ1-піперідеїн | Ормозанін, піптантін |
| Похідні хінолізидину                                    | Група 9b-азафеналену                                     | Лізин → кадаверин → Δ1-піперідеїн | Гіпоказін, конвергін, кочінелін |
| Похідні хінолізидину                                    | Група фенантрохінолізидину                               | Лізин → кадаверин → Δ1-піперідеїн | Криптоплеврін, криптоплеврідин |
| Похідні індолізидину                                    |                                                          | Лізин → δ-полуальдегід α-аміноадіпінової кислоти → піпеколіноваі кислота → 1-індолізидинон                                                                                | Свансонін, кастаноспермін |
| Похідні піридину                                        | Прості похідні піридину                                  | Нікотинова кислота → дигідронікотинова кислота → 1,2-дигідропіридин | Тригонелін, ріцинін, ареколін |
| Похідні піридину                                        | Поліциклічні неконденсовані похідні піридину             | Нікотинова кислота → дигідронікотинова кислота → 1,2-дигідропіридин | Нікотин, норнікотин, анабазин, анатабін                                                                                                  |
| Похідні піридину                                        | Поліциклічні конденсовані похідні піридину               | Нікотинова кислота → дигідронікотинова кислота → 1,2-дигідропіридин | Актинідин, генціанін, педикулінін |
| Похідні піридину                                        | Сесквітерпеноїдні похідні піридину                       | Нікотинова кислота, ізолейцин | Евонін, гіпократеїн, гіпоглаунін, триптонін                                                                                              |
| Похідні ізохіноліну та зв'язані з ними алкалоїди        | Прості похідні ізохіноліну                               | Тирозин або фенілаланін → дофамін, або тирамін (для алкалоїдів амаріліса)                                                                                                 | Коріпалін, сальсолін, лофоцерин |
| Похідні ізохіноліну та зв'язані з ними алкалоїди        | Похідні 1- і 3-ізохінолонів                              | Тирозин або фенілаланін → дофамін, або тирамін (для алкалоїдів амаріліса)                                                                                                 | N-метилкоридальдін, нороксигідрастинін                                                                                                   |
| Похідні ізохіноліну та зв'язані з ними алкалоїди        | Похідні 1- і 4-фенілтетрагідроізохінолінів               | Тирозин або фенілаланін → дофамін, або тирамін (для алкалоїдів амаріліса)                                                                                                 | Криптостилін, херилін |
| Похідні ізохіноліну та зв'язані з ними алкалоїди        | Похідні 5-нафтилізохіноліну                              | Тирозин або фенілаланін → дофамін, або тирамін (для алкалоїдів амаріліса)                                                                                                 | Анцистрокладін, гаматін |
| Похідні ізохіноліну та зв'язані з ними алкалоїди        | Похідні 1- і 2-бензилізохінолінів                        | Тирозин або фенілаланін → дофамін, або тирамін (для алкалоїдів амаріліса)                                                                                                 | Папаверин, лауданозін, сендаверин |
| Похідні ізохіноліну та зв'язані з ними алкалоїди        | Група куларину                                           | Тирозин або фенілаланін → дофамін, або тирамін (для алкалоїдів амаріліса)                                                                                                 | Куларин, ягонін |
| Похідні ізохіноліну та зв'язані з ними алкалоїди        | Павіни та ізопавіни                                      | Тирозин або фенілаланін → дофамін, або тирамін (для алкалоїдів амаріліса)                                                                                                 | Аргемонін, амуренсін |
| Похідні ізохіноліну та зв'язані з ними алкалоїди        | Бензопіроколіни                                          | Тирозин або фенілаланін → дофамін, або тирамін (для алкалоїдів амаріліса)                                                                                                 | Криптаустолін |
| Похідні ізохіноліну та зв'язані з ними алкалоїди        | Протоберберини                                           | Тирозин або фенілаланін → дофамін, або тирамін (для алкалоїдів амаріліса)                                                                                                 | Берберин, канадін, офіокарпін, мекамбрідин, коридалін                                                                                    |
| Похідні ізохіноліну та зв'язані з ними алкалоїди        | Фталідизохіноліни                                        | Тирозин або фенілаланін → дофамін, або тирамін (для алкалоїдів амаріліса)                                                                                                 | Гідрастін, наркотін (носкапін) |
| Похідні ізохіноліну та зв'язані з ними алкалоїди        | Спіробензилізохіноліни                                   | Тирозин або фенілаланін → дофамін, або тирамін (для алкалоїдів амаріліса)                                                                                                 | Фумаріцин, охотенсін |
| Похідні ізохіноліну та зв'язані з ними алкалоїди        | Алкалоїди іпекакуани                                     | Тирозин або фенілаланін → дофамін, або тирамін (для алкалоїдів амаріліса)                                                                                                 | Еметін, протоеметін, іпекозід |
| Похідні ізохіноліну та зв'язані з ними алкалоїди        | Бензофенантридіни                                        | Тирозин або фенілаланін → дофамін, або тирамін (для алкалоїдів амаріліса)                                                                                                 | Сангвінарін, оксинітидін, коринолоксін                                                                                                   |
| Похідні ізохіноліну та зв'язані з ними алкалоїди        | Апорфіни                                                 | Тирозин або фенілаланін → дофамін, або тирамін (для алкалоїдів амаріліса)                                                                                                 | Глауцин, корідин, ліриоденін |
| Похідні ізохіноліну та зв'язані з ними алкалоїди        | Проапорфіни                                              | Тирозин або фенілаланін → дофамін, або тирамін (для алкалоїдів амаріліса)                                                                                                 | Пронуциферин, глаїовін |
| Похідні ізохіноліну та зв'язані з ними алкалоїди        | Гомоапорфіни                                             | Тирозин або фенілаланін → дофамін, або тирамін (для алкалоїдів амаріліса)                                                                                                 | Крейсигін, мультифлорамін |
| Похідні ізохіноліну та зв'язані з ними алкалоїди        | Гомопроапорфіни                                          | Тирозин або фенілаланін → дофамін, або тирамін (для алкалоїдів амаріліса)                                                                                                 | Бульбокодін |
| Похідні ізохіноліну та зв'язані з ними алкалоїди        | Група морфіну                                            | Тирозин або фенілаланін → дофамін, або тирамін (для алкалоїдів амаріліса)                                                                                                 | Морфін, кодеїн, тебаїн, синоменін |
| Похідні ізохіноліну та зв'язані з ними алкалоїди        | Гомоморфіни                                              | Тирозин або фенілаланін → дофамін, або тирамін (для алкалоїдів амаріліса)                                                                                                 | Крейсигінін, андроцимбін |
| Похідні ізохіноліну та зв'язані з ними алкалоїди        | Трополоіохіноліни                                        | Тирозин або фенілаланін → дофамін, або тирамін (для алкалоїдів амаріліса)                                                                                                 | Імерубрин |
| Похідні ізохіноліну та зв'язані з ними алкалоїди        | Азофлуорантени                                           | Тирозин або фенілаланін → дофамін, або тирамін (для алкалоїдів амаріліса)                                                                                                 | Руфесцин, імелутеїн |
| Похідні ізохіноліну та зв'язані з ними алкалоїди        | Алкалоїди амарилісу                                      | Тирозин або фенілаланін → дофамін, або тирамін (для алкалоїдів амаріліса)                                                                                                 | Лікорин, амбелін, гіпеастрин, тазетин, галантамін, монтанін                                                                              |
| Похідні ізохіноліну та зв'язані з ними алкалоїди        | Алкалоїди еритрини                                       | Тирозин або фенілаланін → дофамін, або тирамін (для алкалоїдів амаріліса)                                                                                                 | Ерізодин, ерітроїдин |
| Похідні ізохіноліну та зв'язані з ними алкалоїди        | Похідні фенантрену                                       | Тирозин або фенілаланін → дофамін, або тирамін (для алкалоїдів амаріліса)                                                                                                 | Атероспермінин, таліктуберин |
| Похідні ізохіноліну та зв'язані з ними алкалоїди        | Протопіни                                                | Тирозин або фенілаланін → дофамін, або тирамін (для алкалоїдів амаріліса)                                                                                                 | Протопін, оксомурамін, корікавідин |
| Похідні ізохіноліну та зв'язані з ними алкалоїди        | Арістолактами                                            | Тирозин або фенілаланін → дофамін, або тирамін (для алкалоїдів амаріліса)                                                                                                 | Дорифлавін |
| Похідні оксазолу                                        |                                                          | Тирозин → тирамін | Анулолін, галфордінол, тексалін, тексамін                                                                                                |
| Похідні тіазолу                                         |                                                          | 1-деоксі-D-ксилулози-5-фосфат (DOXP), тирозин, цистеїн | Аргохелін, ностоцикламід, тіострептон |
| Похідні хіназоліну                                      | Похідні 3,4-дигідро-4-хіназолона                         | Антранілова кислота або фенілаланін або орнітин | Фебрифугін |
| Похідні хіназоліну                                      | Похідні 1,4-дигідро-4-хіназолона                         | Антранілова кислота або фенілаланін або орнітин | Глікорин, арборін (глікозин), глікозмінін                                                                                                |
| Похідні хіназоліну                                      | Похідні піролідино- і піперідинохіназолінів              | Антранілова кислота або фенілаланін або орнітин | Вазицин (пеганін) |
| Похідні акридину                                        |                                                          | Антранілова кислота | Рутакрідон, акроніцин, евоксантін |
| Похідні хіноліну                                        | Прості похідні хіноліну, похідні 2-хінолона і 4-хінолона | Антранілова кислота → 3-карбоксихінолін | Куспарин, ехінопсин, евокарпін |
| Похідні хіноліну                                        | Трициклічні терпеноїди                                   | Антранілова кислота → 3-карбоксихінолін | Фліндерсин |
| Похідні хіноліну                                        | Похідні фуранохіноліна                                   | Антранілова кислота → 3-карбоксихінолін | Диктамнін, фагарин, скиміанін |
| Похідні хіноліну                                        | Група хініну                                             | Триптофан → триптамін → стриктозідин (з участю секологаніну) → корінантеал → цинхонінон                                                                                   | Хінін, хінідин, цинхонін, цинхонідин |
| Похідні індолу                                          | Неізопреноїдні індольні алкалоїди                        | Неізопреноїдні індольні алкалоїди | Неізопреноїдні індольні алкалоїди |
| Похідні індолу                                          | Прості похідні індолу                                    | Триптофан → триптамін або 5-гідрокситриптофан | Серотонін, псилоцибін, диметилтриптамін (ДМТ), буфотенін                                                                                 |
| Похідні індолу                                          | Прості похідні β-карболіну                               | Триптофан → триптамін або 5-гідрокситриптофан | Гарман, гармін, гармалін, елеагнін |
| Похідні індолу                                          | Піролоіндольні алкалоїди                                 | Триптофан → триптамін або 5-гідрокситриптофан | Фізостигмін (езерін), езерамін, фізовенін, ептастигмін                                                                                   |
| Похідні індолу                                          | Гемітерпеноїдні індольні алкалоїди                       | | |
| Похідні індолу                                          | Алкалоїди спориння (ергоалкалоїди)                       | Триптофан → ханоклавін → агроклавін → елімоклавін → паспалова кислота → лізергінова кислота                                                                               | Ерготамін, ергобазин, ергозин |
| Похідні індолу                                          | Монотерпеноїдні індольні алкалоїди                       | | |
| Похідні індолу                                          | Алкалоїди типу Corynanthe                                | Триптофан → триптамін → стриктозідин (з участю секологаніну) | Аймаліцин, сарпагін, вобазін, аймалін, акуамілин, йохимбин, резерпін, мітрагінін, група стрихніна (Стрихнін, бруцин, акуамицин, вомицин) |
| Похідні індолу                                          | Алкалоїди типу Iboga                                     | Триптофан → триптамін → стриктозідин (з участю секологаніну) | Ібогамін, ібогаїн, воакангін |
| Похідні індолу                                          | Алкалоїди типу Aspidosperma                              | Триптофан → триптамін → стриктозідин (з участю секологаніну) | Вінкамін, вінкотин, аспідоспермін, квебрахамін                                                                                           |
| Похідні імідазолу                                       |                                                          | Прямо із гістидину | Гістамін, пілокарпін, долихотелін, пилозін, стівенсін                                                                                    |
| Похідні пурину                                          |                                                          | Ксантозин (утворюється в процесі пуринового біосинтезу) → 7-метилксантозин → 7-метилксантин → теобромін → кофеїн                                                          | Кофеїн, теобромін, теофілін, сакситоксин                                                                                                 |
| Алкалоїди з азотом поза циклом (протоалкалоїди)         |                                                          | | |
| Похідні β-фенілетиламіну                                |                                                          | Тирозин або фенілаланін → диоксифенілаланін → дофамін → адреналін і мескалін; тирозин → тирамін; фенілаланін → 1-фенілпропан-1,2-діон → катинон → ефедрин і псевдоефедрин | Тирамін, горденін, ефедрин, псевдоефедрин, мескалін, катинон, катехоламіни (адреналін, норадреналін, дофамін)                            |
| Колхіцинові алкалоїди                                   |                                                          | Тирозин або фенілаланін → дофамін → аутумналін → колхіцин | Колхіцин, колхамін |
| Мускарини                                               |                                                          | Глутамінова кислота → 3-кетоглутамінова кислота → мускарини (з участь піровиноградної кислоти)                                                                            | Мускарин, аломускарин, епімускарин, епіаломускарин                                                                                       |
| Бензиламіни                                             |                                                          | Фенілаланін, з участю валіну, лейцину або ізолейцину | Капсаїцин, дигідрокапсаїцин, нордигідрокапсаїцин                                                                                         |
| Поліамінні алкалоїди                                    |                                                          | | |
| Похідні путресцину                                      |                                                          | Орнітин → путресцин → спермідин → спермін | Пауцин |
| Похідні спермідину                                      |                                                          | Орнітин → путресцин → спермідин → спермін | Інаденін-12-он, лунарин, кодонокарпин |
| Похідні сперміну                                        |                                                          | Орнітин → путресцин → спермідин → спермін | Вербасценін, афеландрін |
| Пептидні (циклопептидні) алкалоїди                      |                                                          | | |
| Пептидні алкалоїди с 13-членним циклом                  | Тип нумуларіна C                                         | Із різних амінокислот | Нумуларін C, нумуларін S |
| Пептидні алкалоїди с 13-членним циклом                  | Тип зизифіна A                                           | Із різних амінокислот | Зизифін A, сативанін H |
| Пептидні алкалоїди с 14-членним циклом                  | Тип франгуланіна                                         | Із різних амінокислот | Франгуланін, скутіанін J |
| Пептидні алкалоїди с 14-членним циклом                  | Тип скутіаніна A                                         | Із різних амінокислот | Скутианін A |
| Пептидні алкалоїди с 14-членним циклом                  | Тип інтегерина                                           | Із різних амінокислот | Інтегерин, дискарін D |
| Пептидні алкалоїди с 14-членним циклом                  | Тип амфібина F                                           | Із різних амінокислот | Амфібин F, спинанін A |
| Пептидні алкалоїди с 14-членним циклом                  | Тип амфібина B                                           | Із різних амінокислот | Амфібин B, лотузин C |
| Пептидні алкалоїди с 15-членним циклом                  | Тип мукроніна A                                          | Із різних амінокислот | Мукронін A |
| Псевдоалкалоїди (терпени и стероїди)                    |                                                          | | |
| Дитерпени                                               | Тип ликоктоніна                                          | Мевалонова кислота → ізопентенілпірофосфат → геранілпірофосфат | Аконітин, дельфинін |
| Дитерпени                                               | Тип гетератизіна                                         | Мевалонова кислота → ізопентенілпірофосфат → геранілпірофосфат | Гетератизін |
| Дитерпени                                               | Тип атизіна                                              | Мевалонова кислота → ізопентенілпірофосфат → геранілпірофосфат | Атизін |
| Дитерпени                                               | Тип веатхіна                                             | Мевалонова кислота → ізопентенілпірофосфат → геранілпірофосфат | Веатхін |
| Стероїдні алкалоїди                                     |                                                          | Холестерин, аргінін | Соласодин, соланідин, вералкамін |

## Загальні відомості про дієві речовини лікарських рослин
Алкалоїди — це складні гетероциклічні сполуки, за допомогою яких відбувається перетворення і збереження азоту в рослинах (їх називають також азотовмісними сполуками). Вміст їх в рослинах невеликий (від 1—2 % до тисячної долі відсотка). Кількість алкалоїдів та їхній склад неоднакові не тільки в різних видах рослин, а й у різних частинах однієї рослини. Найбільше їх у плодах, листі та корінні рослин — від слідів до 2—3, дуже рідко (лише у корі хінного дерева) вміст алкалоїдів може досягати 10—15 %. Вміст алкалоїдів залежить від пори року та природних умов місцевості (складу ґрунту, вологості, клімату і т. ін.). Зазвичай, в рослині міститься не один, а кілька подібних за хімічною будовою алкалоїдів. Іноді понад 20. У рослинах алкалоїди перебувають у сполуках солей численних органічних (винної, лимонної, яблучної, мурашиної, цитринової, щавлевої, малонової, бурштинової, молочної, оцтової та ін.), іноді неорганічних кислот (сірчаної, фосфорної). Солі алкалоїдів добре розчиняються у воді (у вільному стані алкалоїди, зазвичай, не розчинні у воді).
Найбільше алкалоїдів у рослинах таких родин: макових, пасльонових, жовтецевих, метеликових.
Найвідоміші алкалоїди, що застосовуються у медицині, є в таких рослинах: у головках маку снотворного — морфін, у беладонні лікарській — атропін, у тютюнових листках — нікотин, у листках чаю китайського і зернах кави — кофеїн. Ринкова ціна хірально чистого Ксестоспонджину С — алкалоїду, вперше знайденого в тканинах австралійської губки Xestospongia exigua, а потім і в інших губках роду Xestospongia, становить близько 18 мільйонів доларів США за грам..

## Дія на людський організм
Ліки, виготовлені з алкалоїдних рослин, мають складну і багатогранну дію на живий організм. Вони активізують поділ клітин, підвищують артеріальний тиск, посилюють загальний обмін речовин, поліпшують секрецію травних залоз.
У медицині знайшли застосування такі алкалоїдні рослини, як чай, барбарис звичайний, чистотіл звичайний, головатень, маткові ріжки та ін..
Наприклад, алкалоїд хелідонін, який є в чистотілі звичайному, розслаблює гладенькі м'язи кровоносних судин, знижуючи артеріальний тиск. Інші алкалоїди чистотілу — гомохелідонін і метоксихелідонін — впливають на обмін речовин та поділ клітин, завдяки чому перешкоджають росту й розвитку пухлин, тобто є антимітозними засобами.
Алкалоїд тирамін, виділений з омели білої і грициків, викликає звуження судин і підвищення артеріального тиску.
Атропін, екстрагований з дурману звичайного, блекоти чи беладонни, вибірково блокує М-холінорецептори. Після вживання атропіновмісних рослин зменшується секреція залоз травного апарату, розширюються зіниці очей, пульс прискорюється, знижується тонус гладеньких м'язів. Перебільшення допустимої дози атропіну може спричинити гостре отруєння: різке рухове збудження («лізе на стіни, мов блекоти об'ївся»), надмірне розширення зіниць, тахікардія, сухість шкіри і слизових оболонок.